# El año del descubrimiento
El año del descubrimiento es una película documental dirigida por Luis López Carrasco y estrenada en 2020.

## Sinopsis
El documental se centra en las protestas que tuvieron lugar en la ciudad española de Cartagena en 1992, una lucha de la clase trabajadora en el contexto de la implementación de políticas de reconversión industrial que afectaron a miles de trabajadores en la Región de Murcia después del derrumbe de compañías como Bazán, Peñarroya y Fesa-Enfersa, dedicadas a la construcción naval, y a las industrias química y metalúrgica.

## Premios y nominaciones
| Año  | Premio                              | Categoría                                      | Nominado(s)                       | Resultado | Ref.         |
| ---- | ----------------------------------- | ---------------------------------------------- | --------------------------------- | --------- | ------------ |
| 2020 | XXXV Premios Festival Mar del Plata | Astor de Oro a la Mejor Película Internacional |                                   | Ganadora  | [ 1 ]        |
| 2021 | XXVI Premios Forqué                 | Mejor Documental                               |                                   | Ganador   | [ 8 ]        |
| 2021 | VIII Premios Feroz                  | Mejor Película (drama)                         |                                   | Nominada  | [ 9 ] [ 10 ] |
| 2021 | VIII Premios Feroz                  | Mejor Dirección                                | Luis López Carrasco               | Nominado  | [ 9 ] [ 10 ] |
| 2021 | VIII Premios Feroz                  | Mejor Guion                                    | Raúl Llarte y Luis López Carrasco | Nominado  | [ 9 ] [ 10 ] |
| 2021 | VIII Premios Feroz                  | Mejor Documental                               |                                   | Ganador   | [ 9 ] [ 10 ] |
| 2021 | XXXV Premios Goya                   | Mejor Montaje                                  | Sergio Jiménez Barranquero        | Ganador   | [ 11 ]       |
| 2021 | XXXV Premios Goya                   | Mejor Película Documental                      |                                   | Ganadora  | [ 11 ]       |
| 2021 | Medallas del CEC de 2020            | Mejor largometraje documental                  |                                   | Ganador   | [ 12 ]       |
| 2021 | Premios Sant Jordi de 2020          | Mejor película española                        |                                   | Ganadora  | [ 13 ]       |